# ヒロイチ
ヒロイチは、日本の漫画家。

## 主な作品

### 連載
- 艦隊これくしょん -艦これ-止まり木の鎮守府（『電撃大王』、協力・監修：「艦これ」運営鎮守府、全5巻）
- オカルトメイデン陽章 鬼を継ぐ少年（『月刊コミックアライブ』、原作・監修：平坂読、全1巻）
- ひなビタ♪（『ドラゴンマガジン (富士見書房)』、企画・原案：TOMOSUKE・KONAMI、キャラクター原案：CUTEG）
- ハイスクールD×Dアーシア&小猫 ヒミツのけいやく!?（『月刊ドラゴンエイジ』、原作：石踏一榮、キャラクター原案：みやま零、全1巻）
- お助け巫女ミコちゃん（『わぁい!』、全2巻）
- ラピスリライツ（『月刊コミック電撃大王』、原作：Project PARALLEL、漫画版構成：永井真吾、既刊2巻）
- 定時で帰ってネコを吸う（『月刊コミック電撃大王』、2022年3月号 - 2023年6月号、全15話）